# Craig Wilson
Craig Martin Wilson (Beeville, 5 de fevereiro de 1957) é um ex-jogador de polo aquático estadunidense, medalhista olímpico.

## Carreira
Craig Wilson fez parte dos elencos medalha de prata de Los Angeles 1984 e Seul 1988.